# نيكولا بريفوست
نيكولا بريفوست (بالفرنسية: Nicolas Prévost)‏ هو رسام فرنسي، ولد في 1604 في باريس في فرنسا، وتوفي في 1670 في Richelieu, Indre-et-Loire ‏ في فرنسا.